# As the World Bleeds
As the World Bleeds är det amerikanska progressiva power metal-bandet Theocracys tredje studioalbum, utgivet i november 2011 på Ulterium Records, och i Japan på Seven Seas i april 2012. Albumet föregicks av singeln "30 Pieces of Silver".
Två nya medlemmar hade tillkommit sedan släppet av förra albumet: Basisten Jared Oldham och leadgitarristen Val Allen Wood. 

## Låtlista
1. "I Am" – 11:00
2. "The Master Storyteller" – 4:09
3. "Nailed" – 6:25
4. "Hide in the Fairytale" – 4:27
5. "The Gift of Music" – 7:12
6. "30 Pieces of Silver" – 5:08
7. "Drown" – 5:29
8. "Altar to the Unknown God" – 5:44
9. "Light of the World" – 4:28
10. "As the World Bleeds" – 7:56

Bonusspår på den japanska utgåvan
1. "I'm in a Cage" – 4:02
2. "Martyr" (Live in the Studio) – 7:04

## Medverkande
Musiker
- Matt Smith – sång, gitarr, keyboard
- Jonathan Hinds – gitarr, piano, keyboard, bakgrundssång
- Val Allen Wood – leadgitarr
- Jared Oldham – basgitarr, bakgrundssång
- Shawn Benson – trummor

Produktion
- Matt Smith – producent, inspelningstekniker, mixning, trumtekniker
- Emil Westerdahl – exekutiv producent
- Jared Oldham – redigering, trumtekniker
- Daniel Collins – trumtekniker
- Mika Jussila – mastering
- Felipe Machado Franco – illustration
- Jason Thrasher – foto